# Generalna Konferencja Adwentystów Dnia Siódmego Ruchu Reformacyjnego
Generalna Konferencja – jest naczelnym ciałem zarządzającym Kościoła Adwentystów Dnia Siódmego Ruch Reformacyjny. Siedziba znajduje się w Roanoke, w Wirginii (USA). Urzędnicy Generalnej Konferencji są wybierani podczas międzynarodowych sesji odbywających się co 4 lata, w których uczestniczą delegaci Kościoła z całego świata. Podczas sesji odbywają się nabożeństwa, wykłady, głosowania oraz posiedzenia komitetów. Ostatnia sesja Generalnej Konferencji odbyła się w 2015 roku w miejscowości Raonoke, w Stanach Zjednoczonych.

## Urzędnicy

### Prezydenci
| –   | Okres urzędowania | Imię i nazwisko       | Narodowość |
| --- | ----------------- | --------------------- | ---------- |
| 1.  | 1925–1934         | Otto Welp             | Niemcy     |
| 2.  | 1934–1942         | Willi Maas            | Niemcy     |
| 3.  | 1942–1948         | Albert Mueller        | Niemcy     |
| 4.  | 1948–1951         | Carlos Kozel          | Argentyna  |
| 5.  | 1951–1959         | Dumitro Nicolici      | Rumunia    |
| 6.  | 1959–1963         | Andre Lavrik          | Brazylia   |
| 7.  | 1963–1967         | Clyde Stewart         | Australia  |
| 8.  | 1967–1979         | Francisco Devai       | Brazylia   |
| 9.  | 1979–1983         | Wilhelm Volpp         | Niemcy     |
| 10. | 1983–1991         | João Moreno           | Niemcy     |
| 11. | 1991–1995         | Neville Brittain      | Australia  |
| 12. | 1995–2003         | Alfredo Carlos Sas    | Brazylia   |
| 13. | 2003–2011         | Duraisamy Sureshkumar | Indie      |
| 14. | od 2011           | Davi Paes Silva       | Brazylia   |

### Pierwsi Wiceprezydenci
| –   | Okres urzędowania | Imię i nazwisko         | Narodowość        |
| --- | ----------------- | ----------------------- | ----------------- |
| 1.  | 1928–1931         | Wilhelm Mas             | Niemcy            |
| 2.  | 1931–1948         | vacat                   |                   |
| 3.  | 1948–1951         | Albert Mueller          | Niemcy            |
| 4.  | 1951–1959         | Andre Lavrik            | Brazylia          |
| 5.  | 1959–1963         | Dumitru Nicolici        | Rumunia           |
| 6.  | 1963–1967         | Emmerich Kanyo Benedek  | Brazylia          |
| 7.  | 1967–1971         | Ivan W. Smith           | Australia         |
| 8.  | 1971–1979         | Wilhelm Volpp           | Niemcy            |
| 9.  | 1979–1987         | Francisco Devai Lucacin | Stany Zjednoczone |
| 10. | 1987–1995         | Daniel Dumitru          | Stany Zjednoczone |
| 11. | 1995–1997         | Neville S. Brittain     | Australia         |
| 12. | 1997–1999         | vacat                   |                   |
| 13. | 1999–2003         | Duraisamy Sureshkumar   | Indie             |
| 13. | 2003–2011         | Davi Paes Silva         | Brazylia          |
| 14. | 2011–2015         | Duraisamy Sureshkumar   | Indie             |
| 15. | od 2015           | Peter Daniel Lausevic   | Stany Zjednoczone |

### Sekretarze
| –   | Okres urzędowania | Imię i nazwisko                  | Narodowość        |
| --- | ----------------- | -------------------------------- | ----------------- |
| 1.  | 1925–1934         | Willi Maas                       | Niemcy            |
| 2.  | 1934–1948         | A. Rieck                         | Niemcy            |
| 3.  | 1948–1951         | Dumitru Nicolici                 | Rumunia           |
| 4.  | 1951–1955         | Clyde Stewart                    | Australia         |
| 5.  | 1955–1963         | Ivan Smith                       | Stany Zjednoczone |
| 6.  | 1963–1967         | Alfons Balbach                   | Brazylia          |
| 7.  | 1967–1971         | Alex Norman Macdonald            | Stany Zjednoczone |
| 8.  | 1971–1980         | Alfons Balbach (ponownie)        | Brazylia          |
| 9.  | 1980–1987         | Alex Norman Macdonald (ponownie) | Stany Zjednoczone |
| 10. | 1987–1995         | Alfredo Carlos Sas               | Brazylia          |
| 11. | 1995–1999         | Davi Paes Silva                  | Brazylia          |
| 12. | 1999–2001         | John Garbi                       | Stany Zjednoczone |
| 13. | 2001–2003         | Benjamin Burec                   | Stany Zjednoczone |
| 14. | 2003–2007         | David Zic                        | Kanada            |
| 15. | 2007–2011         | Paul Balbach                     | Stany Zjednoczone |
| 16. | od 2011           | Eli Tenorio                      | Brazylia          |

### Skarbnicy
| –   | Okres urzędowania | Imię i nazwisko        | Narodowość        |
| --- | ----------------- | ---------------------- | ----------------- |
| 1.  | 1925–1928         | Albert Krahe           | Niemcy            |
| 2.  | 1928–1934         | Wilhelm Maas           | Niemcy            |
| 3.  | 1934–1948         | Otto Welp              | Niemcy            |
| 4.  | 1948–1951         | Carlos Kozel           | Argentyna         |
| 5.  | 1951–1955         | LaVita Ehrlich         | Stany Zjednoczone |
| 6.  | 1955–1959         | Ivan W. Smith          | Stany Zjednoczone |
| 7.  | 1959–1963         | Helen Rogel            | Stany Zjednoczone |
| 8.  | 1963–1967         | Edith Lavrik           | Stany Zjednoczone |
| 9.  | 1967–1971         | Alex Norman Macdonald  | Stany Zjednoczone |
| 10. | 1971–1975         | John Baer              | Kanada            |
| 11. | 1975–1979         | Benjamin Burec         | Stany Zjednoczone |
| 12. | 1979–1991         | John Garbi             | Stany Zjednoczone |
| 13. | 1991–1999         | Ruffo Lopez Trivino    | Ekwador           |
| 14. | od 1999           | Roberto Martins Duarte | Brazylia          |

## Sesje
| –   | Rok  | Miejsce sesji                | Państwo           |
| --- | ---- | ---------------------------- | ----------------- |
| 1.  | 1925 | Gotha                        | Niemcy            |
| 2.  | 1928 | Isernhagen                   | Niemcy            |
| 3.  | 1931 | Isernhagen                   | Niemcy            |
| 4.  | 1934 | Budapeszt                    | Węgry             |
| 5.  | 1948 | Haga                         | Holandia          |
| 6.  | 1951 | Zeist                        | Holandia          |
| 7.  | 1955 | São Paulo                    | Brazylia          |
| 8.  | 1959 | São Paulo                    | Brazylia          |
| 9.  | 1963 | Groß-Gerau                   | Niemcy            |
| 10. | 1967 | São Paulo                    | Brazylia          |
| 11. | 1971 | Brasília                     | Brazylia          |
| 12. | 1975 | Brasília                     | Brazylia          |
| 13. | 1979 | Bushkill Falls (Pensylwania) | Stany Zjednoczone |
| 14. | 1983 | Puslinch (Ontario)           | Kanada            |
| 15. | 1987 | Bragança Paulista            | Brazylia          |
| 16. | 1991 | Breuberg                     | Niemcy            |
| 17. | 1995 | Voineasa                     | Rumunia           |
| 18. | 1999 | Itu                          | Brazylia          |
| 19. | 2003 | Itu                          | Brazylia          |
| 20. | 2007 | Czedżu                       | Korea Południowa  |
| 21. | 2011 | Sybin                        | Rumunia           |
| 22. | 2015 | Roanoke                      | Stany Zjednoczone |